# Michael Henning
Michael Henning (* 9. Januar 1985) ist ein deutscher Skilangläufer. Er startet vorrangig im Rollski international.

## Werdegang
Henning, der für den SC Lanzenhain startet, gab sein internationales Debüt im Rollerski-Weltcup in der Saison 2009. Bereits in seinen ersten drei Weltcups im kroatischen Oroslavje landete er unter den besten 30 und sicherte sich so erste Weltcup-Punkte. In Markkleeberg wenige Tage später gelang ihm dies nicht. Zur Saison 2010 konnte er sich bei den Rennen im Schwarzwald erneut zweimal innerhalb der Punkteränge platzieren. Bei der DSV Rollski Tour 2012 sicherte sich Henning Platz zwei der Gesamtwertung. Bei den Deutschen Rollskimeisterschaften 2014 wurde er Achter.
Bei den Rollerski-Weltmeisterschaften 2015 im Val di Fiemme gehörte er zum deutschen Starterfeld und erreichte im 10 km klassisch Berglauf den 28. Platz.